# Žanna Bičevská
Žanna Vladimirovna Bičevská (Жанна Владимировна Бичевская, * 17. června 1944, Moskva) je ruská písničkářka.
Absolvovala moskevské Státní učiliště cirkusového a estrádního umění, kde se věnovala hře na akustickou kytaru. Živila se jako učitelka hudby, zpívala s orchestrem Eddieho Rosnera a skupinou Dobry molodcy. Od roku 1973 vystupuje jako sólová zpěvačka doprovázející se na kytaru v tradici ruských bardů. Jejím vzorem byl Bulat Okudžava, z jehož repertoáru převzala řadu skladeb. Sama svůj styl nazývá jako „ruský country-folk“. Úspěšně vystupovala v pařížské Olympii, kde byla srovnávána s Joan Baezovou. Koncertovala také v Československu, např. na festivalu Porta, vystupovala s Jaromírem Nohavicou nebo skupinou Spirituál kvintet.
Její repertoár tvoří lidové písně i zhudebněné texty ruských básníků, v roce 1997 vydala desku písní, které složil náboženský autor Jeromonach Roman. S tím souvisí postupný příklon Bičevské k pravoslaví a nostalgii za carským Ruskem, vedoucí k řadě veřejných vystoupení v konzervativním a protizápadním duchu. V roce 2006 vyvolal skandál videoklip k její skladbě „Мы — русские!“, v němž se záběry ruských vojáků střídaly s úryvky filmu Den nezávislosti zobrazujícími ničení amerických měst.

## Ocenění
- Národní umělkyně RSFSR (1988)
- Premio Tenco (1989)
- Zlatá medaile Sergeje Radoněžského (1998)